# Оганесян Хорен Георгійович
Хоре́н Жораєвич (Гео́ргійович) Оганеся́н (вірм. Խորեն Հովհաննիսյան, *10 січня 1955, Єреван, СРСР) — колишній радянський та вірменський футболіст, півзахисник, відомий виступами насамперед за єреванський «Арарат» і збірну СРСР. Пізніше — футбольний тренер та функціонер.
Майстер спорту міжнародного класу (1976). Лауреат Ювілейної нагороди УЄФА як найвидатніший вірменський футболіст 50-річчя (1954—2003).

## Кар'єра гравця
Вихованець єреванського футболу. На дорослому рівні дебютував у складі «Арарата» в сезоні 1975 року. Відіграв у складі єреванського клубу 12 сезонів у вищій лізі чемпіонату СРСР, взявши участь у 295 матчах першості та відзначившись в них 93 забитими голами. Найвищим досягненням «Арарата» у чемпіонаті протягом цього періоду стали срібні медалі сезону 1976 (весна), команда також виборола Кубок СРСР 1975 року.
Протягом 1979—1984 років гравець викликався до лав футбольної збірної СРСР, за яку провів 34 гри, записав собі до активу 6 голів у складі головної команди країни. Брав участь у чемпіонаті світу 1982 року, на якому зокрема забив єдиний переможний гол матчу другого групового етапу проти збірної Бельгії. Крім цього, виступав у складі олімпійської збірної СРСР на «домашніх» Літніх Олімпійських іграх 1980 року, за результатами яких став бронзовим олімпійським призером.
13 травня 1991 року під час матчу ташкентського «Пахтакору», за який він виступав, з київським «Динамо» за рахунку 2:0 за кілька хвилин до кінця матчу Олег Лужний в ігровому моменті виконав підкат ззаду і травмував Оганесяна, в якого порвалося ахіллове сухожилля, що поставило хрест на продовженні його кар'єри в Греції. 
Після завершення кар'єри в «Арараті» грав за нижчолігові команди Вірменської РСР, а в 1990 році приєднався до складу ташкентського «Пахтакора», допоміг команді пробитися до вищої ліги союзної першості, в якій вона й відіграла останній чемпіонат Радянського Союзу 1991 року. З утворенням національного футбольного чемпіонату Вірменії Оганесян приєднався до складу клубу АОСС (Єреван), разом з яким виборов золоті медалі першого розіграшу цього турніру. Виступав за команду до 1993 року. Востаннє виходив на поле як гравець уже у формі єреванського «Пюніка» в сезоні 1995—1996, перебуваючи в статусі головного тренера цієї команди.

### Голи у складі національної збірної
| #  | Дата           | Місце     | Противник | Рахунок | Результат | Змагання          |
| -- | -------------- | --------- | --------- | ------- | --------- | ----------------- |
| 1. | 15 жовтня 1980 | СРСР      | Ісландія  | 5-0     | перемога  | відбір до ЧС 1982 |
| 2. | 15 жовтня 1980 | СРСР      | Ісландія  | 5-0     | перемога  | відбір до ЧС 1982 |
| 3. | 4 грудня 1980  | Аргентина | Аргентина | 1-1     | нічия     | товариська        |
| 4. | 14 квітня 1982 | Аргентина | Аргентина | 1-1     | нічия     | товариська        |
| 5. | 1 липня 1982   | Іспанія   | Бельгія   | 1-0     | перемога  | ЧС 1982           |
| 6. | 26 липня 1983  | НДР       | НДР       | 1-3     | перемога  | товариська        |

## Тренерська діяльність
Перший досвід тренерської роботи здобув 1988 року в друголіговій команді «Іскра» (Єреван) як граючий тренер. 1991 року очолював сімферопольську «Таврію».
Протягом 1995—1998 років був головним тренером єреванського «Пюніка», привів команду до двох чемпіонських титулів. Паралельно, у 1996—1997, очолював національну збірну Вірменії.
Пізніше, протягом 2000—2006, був президентом «Пюніка».

## Досягнення та нагороди

### У складі клубів
- Срібний призер чемпіонату СРСР: 1976 (весна);
- Володар Кубка СРСР: 1975;
- Чемпіон Вірменії (2): 1992, 1995—96;
- Володар Кубка Вірменії: 1995—96;

### У складі збірних СРСР
- Бронзовий олімпійський призер: 1980
- Чемпіон Європи (U-23): 1976
- Учасник чемпіонату світу 1982.

### Як тренер
- Чемпіон Вірменії (2): 1995—96, 1996—97;
- Володар Кубка Вірменії: 1995—96;
- Володар Суперкубка Вірменії: 1997;

### Особисті
- Найвидатніший вірменський футболіст 50-річчя (1954—2003)
- Майстер спорту міжнародного класу СРСР (1976)
- Кавалер медалі Мовсеса Хоренаці[1]